# La Fava
La Fava är en bergstopp i Schweiz.   Den ligger i distriktet Conthey och kantonen Valais, i den sydvästra delen av landet, 70 km söder om huvudstaden Bern. Toppen på La Fava är 2 612 meter över havet, eller 283 meter över den omgivande terrängen. Bredden vid basen är 2,0 km. La Fava ingår i Diablerets.
Terrängen runt La Fava är huvudsakligen bergig, men den allra närmaste omgivningen är kuperad. Närmaste större samhälle är Sion, 10,2 km sydost om La Fava. 
I omgivningarna runt La Fava växer i huvudsak blandskog. Runt La Fava är det tätbefolkat, med 709 invånare per kvadratkilometer.